# Giao hưởng số 1 (Rachmaninoff)
Giao hưởng số 1, cung Rê thứ, Op.13 là bản giao hưởng của nhà soạn nhạc người Nga Sergei Rachmaninoff. Bản giao hưởng này được Rachmaninoff viết vào năm 1895. Tác phẩm có lần trình diễn đầu tiên vào ngày 28 tháng 3 năm 1897 dưới sự chỉ huy của Alexander Konstantinovich Glazunov. Theo lời của vợ Rachmaninoff, bà Natlia Satina, Glazunov không có sự chuẩn bị tốt. Thậm chí, "có thể Glazunov - một người mê rượu có tiếng - đã say xỉn trước buổi diễn". Và điều tất yếu đó là Rachmaninoff cùng bản giao hưởng của mình nhận được rất nhiều lời chỉ trích từ các nhà phê bình âm nhạc. Có lẽ Rachmaninoff hoàn toàn không thể ngờ chuyện này nên dần rơi vào khủng hoảng tinh thần. Ông đã suy sụp, hoài nghi về khả năng thành công trong sáng tác. Đó quả là một điều thật đáng tiếc. 